# Hilary Nanman Dachelem
Hilary Nanman Dachelem CMF (* 3. Juni 1966 in Makurdi) ist ein nigerianischer Ordensgeistlicher und römisch-katholischer Bischof von Bauchi.

## Leben
Hilary Nanman Dachelem trat der Ordensgemeinschaft der Claretiner bei und empfing am 1. Juli 1995 das Sakrament der Priesterweihe.
Am 31. Mai 2017 ernannte ihn Papst Franziskus zum Bischof von Bauchi. Die Bischofsweihe spendete ihm der Erzbischof von Jos, Ignatius Ayau Kaigama, am 17. August desselben Jahres. Mitkonsekratoren waren der Erzbischof von Owerri, Anthony John Valentine Obinna, und der Bischof von Makurdi, Wilfred Chikpa Anagbe CMF.